# Дикастерія
Дикастерія (від грец. δικαστήριον — законний суд, від грец. δικάστης суддя або присяжний засідатель) — італійський термін, що позначає відомства Римської курії.
Окрім Державного секретаріату Його Святості більшість ватиканських дикастерій звичайно мають назву конгрегацій або рад. Членами Рад можуть бути зокрема світські особи, проте до складу конгрегацій входять тільки кардинали та єпископи. Голову конгрегації називають префектом або пропрефектом, якщо не є кардиналом. Цих голів призначає Папа Римський на п'ятирічний термін. Префектом конгрегації зазвичай є кардинал, але це не є обов'язковою умовою. За щоденною роботою дикастерії наглядає секретар, у конгрегації — це архієпископ, у раді ним може бути й священик.
Підсекретарем дикастерії є духовна особа (в конгрегації), або світська (в раді).
Професійний персонал складається зі священиків і світських осіб, допоміжний персонал — переважно світські особи, зазвичай місцеві італійці.
З певних питань Дикастерії користуються порадами консультантів у сферах компетенції цих конгрегацій і рад. Часто це світські професори канонічного права і теології.
Окрім 9 Конгрегацій і 11 Папських Рад, дикастеріями також є трибунали, комісії і комітети та інші папські відомства. Більшість часу дикастерії проводять дослідження, якою мірою вчення Церкви стосуються до конкретних ситуацій. Дикастерії організовують конференції з таких важливих проблем сучасності, як СНІД, надання гуманітарної допомоги, стану духовності.
У період Sede vacante, по смерті Папи, або його зреченні, голови дикастерій втрачають свої посади, що визначено у спеціальній апостольській конституції.

## Деякі, з найважливіших дикастерій

### Конгрегації
- Конгрегація доктрини віри;
- Конгрегація Східних Церков;
- Конгрегація Богослужіння і Дисципліни Таїнств;
- Конгрегація з канонізації святих;
- Конгрегація Євангелізації Народів;
- Конгрегація у справах Духівництва;
- Конгрегація у справах Інститутів Богопосвяченого життя і Товариств Апостольського життя;
- Конгрегація католицької освіти;
- Конгрегація у справах єпископів.
  - Синод Єпископів

### Папські ради
- Папська Рада у справах мирян;
- Папська Рада сприяння єдності християн;
- Папська Рада у справах сім'ї;
- Папська Рада Справедливості і Миру;
- Папська Рада Cor Unum;
- Папська Рада з Пастирського піклування про мігрантів і мандрівників;
- Папська Рада з Пастирського піклування про працівників охорони здоров'я;
- Папська Рада з інтерпретації законодавчих текстів;
- Папська Рада з міжрелігійного діалогу;
- Папська Рада з культури;
- Папська Рада з масових комунікацій;
- Папська Рада для сприяння новій євангелізації.

## Виноски
1. ↑  Kobieta podsekretarzem w watykańskiej instytucji [Архівовано 25 січня 2010 у Wayback Machine.] fronda.pl [dostęp 18-05-2010](пол.)